# Эдигей, Ежи
Ежи Эдигей (пол. Jerzy Edigey, настоящее имя — Ежи Корыцкий; 12 августа 1912, Клюково, Мазовецкое воеводство — 24 августа 1983, Крушина, Ченстоховский повет) — польский писатель, автор детективных романов и повестей, сценарист.

## Биография
Представитель знатного татарского рода (со стороны матери), поселившегося в Литве в XVI веке. Родовое прозвище «Эдигея» происходит от имени одного из темников Золотой Орды, который — по легенде — был родоначальником Корыцких. Изучал право в Варшавском университете. Во время учёбы присоединился к национальному движению, состоял в молодёжной экстремистской польской группировке Национально-радикальный лагерь. Подвергался арестам. Некоторое время находился в концлагере Берёза-Картузская. После заключения работал помощником адвоката, редактировал отдел спорта в журнале.
Как писатель Ежи Эдигей дебютировал поздно, в 1963 году опубликовал свой первый роман «Czek dla białego gangu». За короткое время стал одним из ведущих авторов так называемого «польского милицейского романа». Всего Ежи Эдигей написал около пятидесяти детективных произведений. Писал регулярно — по два романа в год.
В 1983 году погиб в автомобильной аварии вместе со своим братом. Похоронен на мусульманском татарском кладбище в Варшаве.

## Творчество
Издавался в переводах на многие языки, в том числе на японский. На русский язык переведено более полутора десятков его романов и повестей, в том числе:

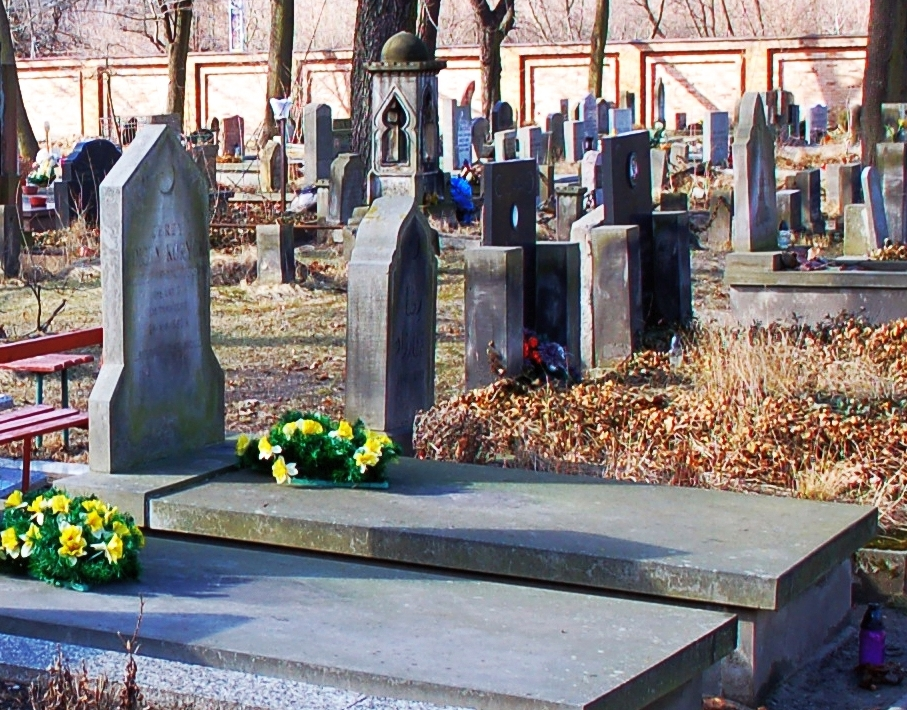
Могила Ежи Эдигея

- По ходу пьесы
- Внезапная смерть игрока
- Завещание самоубийцы
- Убийства в алфавитном порядке
- Рубины приносят несчастье

- Человек со шрамом
- История одного пистолета
- Отель «Минерва-палас»
- Фотография в профиль
- Это его дело
- Идея в семь миллионов
- Одна ночь в «Карлтоне»
- Преступление в полдень
- Пансионат на Страндвеген
- Случай в тихом поселке и др.

## Избранная библиография
- Czek dla białego gangu
- Mister MacAreck i jego business
- Trzy płaskie klucze
- Wagon pocztowy GM 38552
- Sprawa Niteckiego
- Sprawa dla jednego
- Umrzesz jak mężczyzna
- Elżbieta odchodzi
- Baba-Jaga gubi trop
- Szkielet bez palców
- Przy podniesionej kurtynie
- Pensjonat na Strandvägen
- Żółta koperta
- Strzały na rozstajnych drogach
- Błękitny szafir
- Strzał na dancingu
- Gang i dziewczyna
- Najgorszy jest poniedziałek
- Tajemnica starego kościółka
- Śmierć czeka przed oknem
- Siedem papierosów «Maracho»
- Operacja «Wolfram»
- Wycieczka ze Sztokholmu
- Diabeł przychodzi nocą
- As trefl
- Śmierć jubilera
- Szklanka czystej wody
- Walizka z milionami
- Dwie twarze Krystyny
- Dzieje jednego pistoletu
- Morderca szuka drogi
- Uparty milicjant
- Niech pan zdejmie rękawiczki
- Ostatnie zyczenie Anny Teresy

Кроме того, Эдигей — автор ряда историко-приключенческих произведений:
- Strażnik piramidy
- Strzała z Elamu
- Szpiedzy króla Asarhaddona
- Król Babilonu

## Экранизации
Некоторые произведения авторы были экранизированы:
- По сценарию Эдигея было снято 3 серии популярного в Польше телесериала «Доложи, 07» («07, отзовитесь» — «300 тысяч в новых банкнотах» (1976), «Почтовый вагон» и «Выстрел на дансинге» (оба в 1981)
- Prípad zárlivého muze (1986) (Чехословакия)